# 尤利亞·瑪伊莎

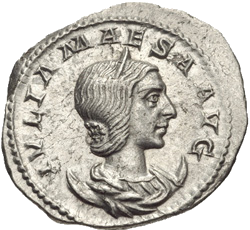
尤利亞·瑪伊莎

尤利亞·瑪伊莎（Julia Maesa，165年5月7日—約224年），或譯作茱莉亞·米薩，是羅馬帝國時期著名的婦女，皇后尤利亞·多姆娜的姊姊。透過她的兩位女兒尤利亞·索艾米亞斯和尤利亞·瑪麥亞，她是皇帝埃拉伽巴路斯和亞歷山大的外祖母。